# 均輸・平準法
均輸法（きんゆほう）と平準法（へいじゅんほう）は、前漢の武帝の時期の法律。財政難の解決が目的。桑弘羊が実施した。

## 概要
「均輸」とは、一定量の財物をある目的地まで輸送する際に、輸送を担当する各県の戸数と各県から目的地までの距離とを比例按分し、県ごとに差等を設けて輸送穀物量・輸送車両数を公平に割り当てることをいう。均輸は、一律均等に各県から同量の穀物と同量の役卒を徴発して車両輸送させることではない。
均輸・平準は、物価問題に矮小化されるべきものではなく、全国的な財物の輸送改革（均輸）と、中央首都圏の物価調整（平準）とにかかわる政策であるとされる。
桑弘羊が均輸・平準を施行した理由は、次の2点である。
1. 中央諸官府がそれぞれ独自に行政に必要な物資を買い付けるために競争が起こり、官需物資をめぐって物価騰貴が起きたため。その背景には、官需物資を商品とする遠隔地交易商人の商業活動がある。
2. 「賦」（地方郡国から中央へ輸送・貢納される銭だての財物）は、百姓の徭役労働によって輸送されていたが、中央に運ばれ納入される財物の価格以上に輸送費用がかかる場合があり、輸送の円滑化・公平化（均輸）が必要であったため。

これらの課題に対応するために採られたのが、均輸・平準による次の施策である。
- 均輸 - 輸送の課題について、大農府（後の大司農）は、まず、地方郡国を数十の部域に区分し、ひとつの部域ごとに大農部丞を1名配置し、各部域内の要所の多くに均輸官・塩鉄官を設置して、各部丞のもとに租賦・塩鉄専売の管理・輸送を直接掌握させ、公平な負担となるようにその円滑化を図った。このような、中央―地方郡国間の垂直的物流を「委輸」という。このほか、均輸法は、中央―地方郡国間のみならず、各郡の間の水平的物流調整（調均）にも適用された。
- 平準 - 「賦」の課題については、中央諸官府が商人から競争で購入していた物資を大農府が「賦」に代わって現物で貢納させ、これによって諸官府の需要をまかなわせた。そのために、長安に平準官を設置し、地方からの財物を受け取らせて管理を強化し、大農配下の諸官府にこれらの物資を独占的に蓄積させて官府の需要充足に対応するほか、物価の高低をにらんで蓄積物資の購入・販売を行い。首都長安周辺の物価騰貴の抑制を図った。

このように、漢代における物資流通の中核は財政需要及び租税輸送に関わる中央―地方郡国間の財政的物流であったところ、この財政的物流の競争者として活動し始めた遠隔地交易商人を排除し、百姓の徭役労働の用いて遂行される中央と地方との間の財政的物流を、市場流通と切り離して大農府のもとに中央政府の事業として統一的に運営したのが、均輸・平準であったとされる。
そして、この均輸・平準の原則は、8世紀なかばの唐代の開元・天宝年間に河西回廊で商業流通と結びついた財政的物流が始まり、北宋期に軍需物資を商人に輸送させて手形を支給する入中法が制度化されるまで基本的に維持された。

## 均輸法
紀元前115年に出された。物価の調整を行う。
均輸官と呼ばれる官吏を郡国に配置し、各地の特産物を強制的に徴収する。これを他の地域で転売することで財政収入を増やし、物価を調整する。

## 平準法
紀元前110年に出された。物価の安定を行う。
物価が下落したときに政府が商品を購入し、物価が高騰したときに売り出す。これで財政収入を増やすが、商売に政府が介入するということで反対が多かった。